# John Kingman
John Frank Charles Kingman (Beckenham, Kent, 28 de agosto de 1939) es un matemático inglés.1. Fue Profesor de Ciencias Matemáticas y Director del Instituto Isaac Newton de la Universidad de Cambridge desde 2001 hasta 20061,2,3, siendo reemplazado por Sir David Wallace.
Nieto de un minero de carbón, se crio en Londres, donde obtuvo una beca para estudiar matemáticas en Pembroke College (Cambridge), en 19561,4. Tras su licenciatura en 1960, inició sus estudios de doctorado bajo la supervisión de Peter Whittle sobre teoría de colas, cadenas de Markov y fenómenos regenerativos. Un año después Whittle se trasladó a la Universidad de Mánchester. Kingman, en lugar de seguirle, fue a la Universidad de Oxford donde prosiguió con sus trabajos, esta vez bajo la supervisión de David Kendall. Un año después Kendall fue nombrado profesor en Cambridge, por lo que regresó a dicha universidad. Kingman volvió como personal docente y como socio del Colegio de Pembroke. Nunca llegó a finalizar su doctorado4.
Contrajo matrimonio con Valerie Cromwell, con la que tuvo 2 hijos, en 19641. En 1965, aceptó el puesto de profesor adjunto en la Universidad de Sussex, donde su mujer impartía clases1,3,4. Al año siguiente fue elegido catedrático de Matemáticas y Estadística1,3, puesto que ocupó hasta 1969, 1 cuando se trasladó a Oxford, donde fue catedrático de Matemáticas hasta 19851,2,3,4. De este último nombramiento dijo:

Francamente, la estadística en Oxford en 1969 era un caos. No había catedrático de estadística, pues la única tal cátedra había sido eliminada unos años antes... [Maurice Bartlett y yo] convencimos a Oxford de que había que tomar la estadística en serio.4

Fue galardonado por la Sociedad Matemática de Londres con el premio Berwick en 19675. En 1971, Kingman fue aceptado como socio en la Royal Society6 [Real Sociedad londinense para el desarrollo del conocimiento de la Naturaleza], recibiendo posteriormente la Medalla Real en 1983 como "reconocimiento a sus distinguidas investigaciones en teoría de colas, fenómenos regenerativos y genética matemática"7. También fue galardonado con la Medalla Guy de plata por la Real Sociedad de Estadística en 1981. Durante su estancia en Oxford, Kingman recibió financiación del Colegio St. Anne desde 1978 a 1985, presidió el Consejo de Investigación en Ciencia e Ingeniería (Science and Engineering Research Council, actualmente EPSRC) desde 1981 a 19851,2,3,4, fue vicepresidente del Instituto de Estadísticos desde 1978 hasta 1992, y en distintas ocasiones fue profesor visitante en la Universidad de Australia Occidental (1974) y en la Universidad Nacional Australiana (1978)1.
En 1985 la reina Isabel II concedió a Kingman el título de Sir por sus trabajos en el Consejo para la Investigación en Ciencia e Ingeniería1,3. En octubre de ese mismo año fue nombrado vicerrector de la Universidad de Bristol8, donde permaneció hasta 2001, cuando ocupó hasta su actual puesto en Cambridge. Poco después de su traslado, Kingman atrajo cierta atención mediática por tener el tercer salario más alto entre los vicerrectores, habiéndolo doblado a final de ese año, mientras que el incremento salarial de la mayoría de los profesores universitarios se situaba en torno al 3%. En el terreno académico, Kingman fue presidente de la Real Sociedad de Estadística desde 1987 a 19899 y presidente de la Sociedad Londinense de Matemáticas desde 1990 a 199210. A nivel público, fue miembro del consejo del British Council entre 1986 y 1991, así como del consejo del Grupo de Tecnología Británico (British Technology Group) desde 1986 hasta después de su privatización en 19921,2,3. Asimismo, estuvo en la dirección de numerosas compañías, incluyendo IBM desde 1985 a 1995 y SmithKline Beecham desde 1986 a 19891,2,3. En el bienio 1987-88, Kingman presidió el comité de investigación (Committee of Inquiry) para la enseñanza del inglés11.
En el año 2000, el ministro de Economía nombra a Sir John primer presidente de la Comisión de Estadística12, cuerpo supervisor del trabajo de la Oficina Nacional de Estadística, órgano estadístico del Gobierno Británico. Después de dos años en el puesto, Kingman atrajo la anteción de los medios,  al comunicar al Comité de Miembros del Parlamento que el censo británico de 2011 se podría realizar utilizando las nuevas tecnologías en vez del recuento tradicional, o incluso no realizarlo13.
Sir John ostenta títulos honorífico de las universidades de Sussex, Southampton, Bristol, Inglaterra Occidental y Queen´s (en Ontario, Canadá)1.

## Algunas publicaciones
- Kingman, J. F. C. (1966). Introduction to Measure and Probability. Cambridge University Press.
- Kingman, J. F. C. (1966). On the Algebra of Queues. Methuen. ASIN B0007ILKPE.
- Kingman, J. F. C. (1972). Regenerative Phenomena. John Wiley and Sons Ltd. ISBN 0-471-47905-5.
- Kingman, J. F. C. (1980). Mathematics of Genetic Diversity. Society for Industrial and Applied Mathematics. ISBN 0-89871-166-5.
- Kingman, J. F. C. (1993). Poisson Processes. Oxford University Press. ISBN 0-19-853693-3.